# Scheuerhof (kanton Vianden)
Scheuerhof (lb. Scheierhaff, Scheierhof) – mała miejscowość (lieu-dit) w północno-wschodnim Luksemburgu, w kantonie Vianden, w gminie Vianden. Do 3 października 2015 miejscowość leżała w dystrykcie Diekirch.